# Afghanistans kvinnodepartement

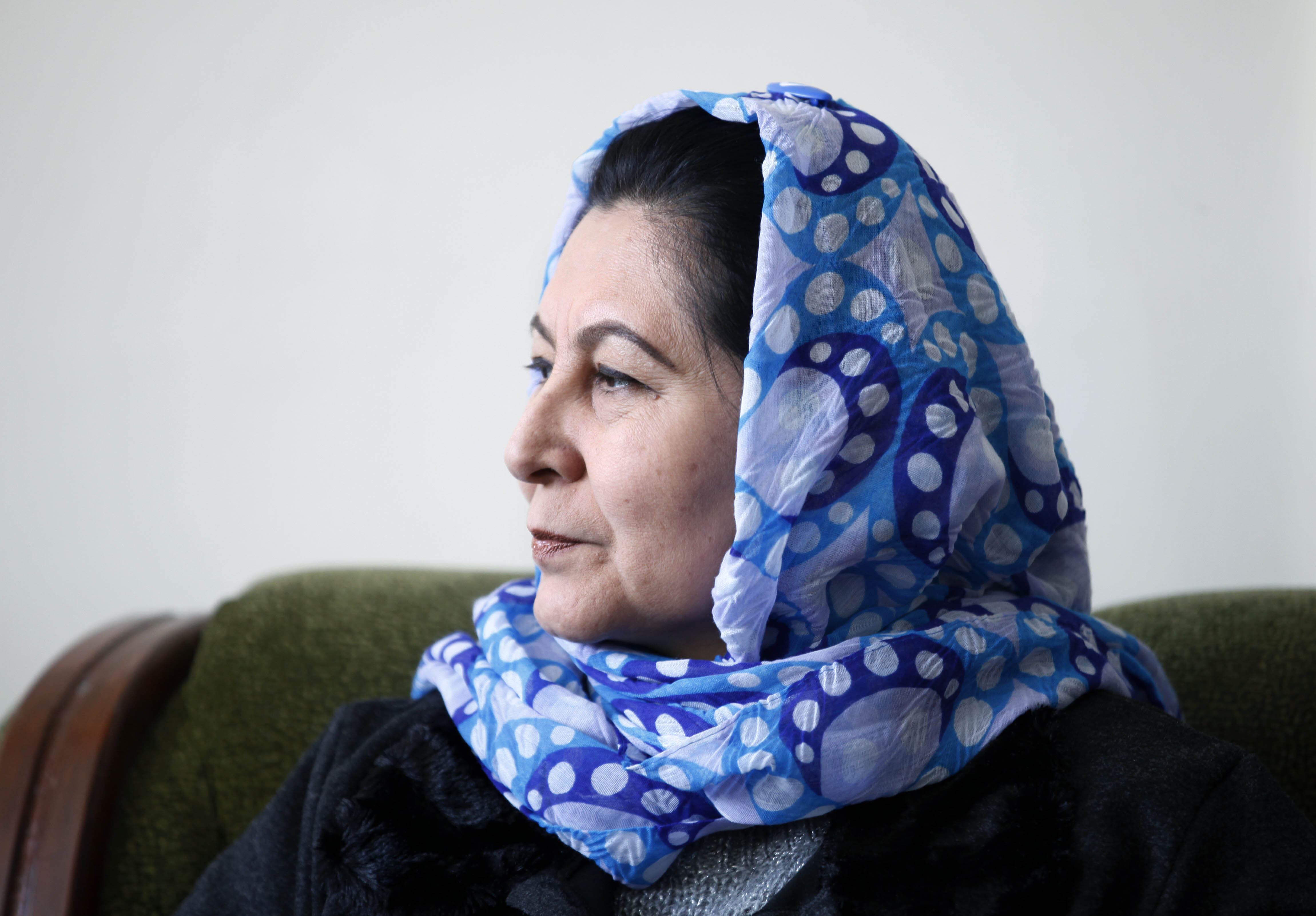
Husn Banu Ghazanfar

Afghanistans kvinnodepartement (engelska: Ministry of Women’s Affairs of Afghanistan) var ett departement skapat efter att talibanstyret av Afghanistan fallit 2001. Dess uppgift var att bevaka afghanistanska kvinnors medborgerliga rättigheter juridiskt, ekonomiskt, socialt och politiskt, inklusive all form av våld och diskriminering. 2001 tillsattes Dr. Sima Samar som Afghanistans kvinnominister och därmed chef över departementet.
Den 24 juni 2002 efterträddes hon av Habiba Sorabi som avgick i mars 2005. Mellan 2006 och 2015 var Hosn Banu Ghazanfar kvinnominister och efterträddes av Delbar Nazari.
USA:s biståndsorganisation stödde kvinnodepartementen 2012 – 2016.  Efter att talibanerna åter tagit makten 2021 avskaffades kvinnodepartementet och ersattes av ett departement för upprätthållandet av moral och dygder.